# Team (singel)
„Team” – trzeci singel nowozelandzkiej piosenkarki Lorde z jej debiutanckiego albumu studyjnego, zatytułowanego Pure Heroine. Utwór wydany został 13 września 2013 roku przez wytwórnię płytową Universal Music Group. Tekst utworu został napisany przez Lorde oraz Joel'a Little, który także zajął się jego produkcją. W Stanach Zjednoczonych singel zadebiutował na 31. miejscu na liście Billboard Hot Rock Songs, natomiast w Nowej Zelandii na pozycji trzeciej notowania Top 40 Singles. Utwór dotarł także do trzeciego miejsca na liście Canadian Hot 100 oraz szóstej pozycji w notowaniu Billboard Hot 100. Do singla nakręcono także teledysk, a jego reżyserią zajął się Young Replicant.

## Tło i wydanie
„Team” został napisany przez Lorde i Joela Little kiedy wokalistka podróżowała po świecie. Tak jak reszta utworów z albumu Pure Heroine, „Team” nagrany został w Golden Age Studios w Auckland w dzielnicy Morningside. 13 września 2013 roku utwór został opublikowany w serwisie YouTube o godzinę wcześniej niż planowano. Tego samego dnia wydany został w Australii i Nowej Zelandii w formie digital download. Singel dostępny był w Stanach Zjednoczonych 13 września 2013 roku jako część z pre-orderu albumu Pure Heroine.

## Pozycje na listach przebojów
| Kraj              | Lista (2013-14)         | Pozycja | Status             |
| ----------------- | ----------------------- | ------- | ------------------ |
| Australia         | Top 50 Singles          | 19      | 2× platynowa płyta |
| Austria           | Singles Top 75          | 10      | —                  |
| Belgia (Flandria) | Ultratop 50             | 6       | —                  |
| Belgia (Wallonia) | Ultratop 50             | 24      | —                  |
| Czechy            | Hitparáda Radio Top 100 | 11      | —                  |
| Dania             | Tracklisten Top 40      | 20      | platynowa płyta    |
| Francja           | Top 200 Singles         | 24      | —                  |
| Hiszpania         | Singles Top 50          | 45      | —                  |
| Holandia          | Single Top 100          | 25      | —                  |
| Irlandia          | Top 50 Singles          | 32      | —                  |
| Izrael            | Top 10 Airpay Songs     | 10      | —                  |
| Kanada            | Canadian Hot 100        | 3       | 3× platynowa płyta |
| Niemcy            | Top 100 Singles         | 20      | złota płyta        |
| Nowa Zelandia     | Top 40 Singles          | 3       | 2× platynowa płyta |
| Słowacja          | Hitparáda Radio Top 100 | 25      | —                  |
| Stany Zjednoczone | Billboard Hot 100       | 6       | 3× platynowa płyta |
| Stany Zjednoczone | Alternative Songs       | 2       | 3× platynowa płyta |
| Stany Zjednoczone | Hot Rock Songs          | 2       | 3× platynowa płyta |
| Szkocja           | Scottish Singles Top 40 | 25      | —                  |
| Szwajcaria        | Singles Top 75          | 14      | —                  |
| Szwecja           | Top 60 Singles          | 39      | platynowa płyta    |
| Wielka Brytania   | Singles Top 100         | 29      | srebrna płyta      |
| Włochy            | Top 20 Singles          | 19      | platynowa płyta    |